# Sean Fallowfield
Sean Fallowfield (* 26. September 1963) ist ein ehemaliger US-amerikanischer Beachvolleyballspieler.

## Karriere

### Spielerkarriere
Der im Orange County aufgewachsene Sportler besuchte bis 1981 die San Clemente High School und wurde mit der Volleyballmannschaft der Ausbildungsstätte in seinem Senior-Jahr Vizemeister der Southern Section, sodass das Team in die HS Hall of Fame der Stadt aufgenommen wurde. Anschließend studierte er am Santa Barbara City College. 1983 gewann er mit der Universität deren einzigen Landesmeistertitel und wurde zum MVP der Mannschaft und zum staatlichen Community College-Spieler des Jahres ernannt. Die letzten beiden Jahre seines Studiums verbrachte er an der University of California, Santa Barbara. Die Gauchos führte er beide Male in die Play-offs und wurde als All-Tournament, All-League und All-American ausgezeichnet. Während der Semesterferien und nach seinem Abschluss spielte er zunächst bei der Parks und Regreation Beachserie und ab 1984 auf der AVP Tour. Irgendwann verlor er die Lust am Volleyball und arbeitete als Rohstoffmakler in einer Firma in Newport Beach. Nachdem er den harten Arbeitsalltag im Berufsleben kennengelernt hatte, wurde ihm bewusst, dass sein Engagement beim Sport am Strand ihm mehr Spaß und auch ein größeres Einkommen bringen würde. So entschied er sich, eine professioneller Beachvolleyballspieler zu werden. Obwohl er während seiner gesamten Karriere von 1984 bis einschließlich 1996 mit Ausnahme eines Turniers, bei dem es weder ein Preis- noch ein Antrittsgeld gab, nie in einem Finale bei einem AVP Event stand, verdiente er mehr als 100.000 Dollar bei dieser Veranstaltungsreihe. Beste Ergebnisse waren dabei 1988 dritte Plätze mit Scott Friederichsen in Daytona Beach sowie mit Al Janc in Rochester und ein vierter Rang mit demselben Spieler in Laguna Beach. Zwei Jahre zuvor hatten Dusty Dvorak und Fallowfield auf Cape Cod sich ebenfalls in die Vorschlussrunde gekämpft.
Die größten und meisten Erfolge gelangen dem ehemaligen Gaucho jedoch gemeinsam mit John Eddo. Beste Resultate bei der amerikanischen Tour waren mit diesem Partner 1991 ein dritter Rang  in Honolulu und eine Saison vorher zwei vierte Plätze in Milwaukee und Seattle. Noch besser lief es für die beiden bei der FIVB-Tour. Das Duo stand 1990 in den Endspielen der Sète und Lignano Open. In den folgenden Jahren erreichte Sean Fallowfield in verschiedenen Konstellationen einen geteilten siebten Rang und fünf weitere Top Zwölf Resultate, bevor er an der Seite von Bruk Vandeweghe als Siebzehnter der AVP Tour Championships in Chicago im September 1996 seine aktive Karriere beendete.

### Trainerkarriere
Schon während seines Studiums arbeitete der Südkalifornier als Trainer. 1984 wurde er diesbezüglich zum ersten Mal im Sommercamp der University of California, Los Angeles eingesetzt. Weitere Stationen für die Gelegenheitsjobs waren seine Alma Mater sowie die Stanford. Seine erste Vollzeittätigkeit als Trainer war die als stellvertretender Chefcoach am Golden West College, deren Team er 1998 zum Gewinn der Staatsmeisterschaft verhalf. An der Newport Harbor High School arbeitete er sowohl mit der Jugend- als auch mit der Schülermannschaft. Das Jugendteam führte er drei Mal zur Ligameisterschaft, die Schüler standen einmal im CIF-Finale. Weitere Trainerstationen waren die Loyola High School tätig und die Marymount High School, für deren Titelgewinn der CIF Division 1 Southern Section und der Staatsmeisterschaft 2012 er als Assistenztrainer mitverantwortlich war. Auch im Vereinsvolleyball war er aktiv. Seine Mädchen- und Jungenmannschaften bei MB Surf gewannen mehrere Turniere und waren immer in den Top-5-Ranglisten vertreten. Von 2015 bis 2017 war der ehemaligen Beachvolleyballprofi als Volunteer Assistant Coach unter Chef Stein Metzger an der UCLA tätig, anschließend trainierte er 2018 die italienische Olympiamannschaft. Nach seiner Rückkehr aus Italien war er von 2019 bis ins Frühjahr 2020 als Entwicklungsdirektor der P1440 Futures Tour in Huntington Beach. 2021 coachte er die Bruins zum Pac-12-Titel. In den folgenden beiden Spielzeiten gehörte er zeitweise ebenfalls zum Trainerteam der Hochschule.